# Nyabinghi
Il nyabinghi è un termine che ricopre diversi significati. Esso è attribuito: 
- a un movimento africano attivo tra gli anni 1850 e 1950.
- a uno dei gruppi mistici  del rastafarianesimo sviluppato in Giamaica negli anni '50 .
- a una delle prime musiche associate al culto rastafari.

## Storia
Il nome nyabinghi deriva da un movimento dell'est dell'Africa attivo nel periodo tra gli anni 1850 e 1950 che fu guidato dalle popolazioni che si opponevano all'imperialismo europeo. Questa forma di nyabinghi girava attorno alla figura di Muhumusa, una donna guaritrice dell'Uganda che organizzò una resistenza contro i colonialisti tedeschi. I britannici in Africa combatterono i nyabinghi, classificandoli come stregoni dopo che era stata varata l'"Ordinanza sulle stregonerie" nel 1912. Muhumusa venne catturata nel 1913.
La resistenza nyabinghi ispirò molti giamaicani anti-colonialisti che si opponevano all'occupazione britannica, e venivano spesso organizzate delle danze e dei canti nyabinghi per invocare il potere di Jah contro l'oppressore. Il termine venne così attribuito anche ad una musica folkloristica giamaicana, diventando la più caratteristica forma di musica relativa alla religione rasta. Il nyabinghi era suonato alle cerimonie sacre chiamate "grounations", che includevano percussioni, canti e balli, assieme alla preghiera e all'uso della marijuana. Nella musica nyabinghi venivano usati tre tipi di percussioni: bass (grancassa), funde e akete. L'akete suonava una sincope improvvisata, il funde suonava un battito regolare in due battute, mentre la grancassa suonava fortemente sulla prima battuta, e più leggermente nel terzo (o quarto) battito. Count Ossie (Oswald Williams) fu il primo artista a registrare della musica nyabinghi, e contribuì allo sviluppo della cultura rasta. I canti nyabinghi influenzarono in seguito la musica popolare giamaicana come lo ska, il rocksteady e soprattutto il reggae. Il tamburo è il simbolo dell'africanità dei rastafari, e molti sostengono che lo spirito divino di jah sia presente nel tamburo. La musica africana sopravvisse alla schiavitù perché i colonizzatori incoraggiavano a suonarla come metodo per tenere alto il morale degli schiavi. La musica afro-americana sorse con l'afflusso di influenze dei nativi giamaicani, come anche quelle dei colonizzatori europei.
Il nyabinghi tuttavia è anche il nome di una setta rasta. Questi sostengono "morte agli oppressori bianchi e neri", ma non credono nella violenza, poiché sostengono che Jah sia l'unico ad avere il diritto di distruggere.
I canti nyabinghi vengono cantati durante le cerimonie Rasta, chiamate anche groundation, e alcuni canti famosi sono:
- 400 Million Blackman
- 400 Years (arrangiata da Peter Tosh)
- Babylon In I Way
- Babylon Throne Gone Down (riarrangiata da Bob Marley nel 1973 in Rastaman Chant)
- Banks of the River
- Behold Jah live
- Blackman Get Up Stand Up (il cui testo ha influenzato il testo di Get up stand up di Bob Marley)
- Brimstone
- Chant Zion Chant
- Closer Than a Brother
- Come sight up in Jah Army
- Fool Fool
- Have a little light in I
- I'n'I Riding
- I Am Getting Ready
- Idemption Trodding
- I Must Trod Home
- I Shall Not Remove (il cui testo ha influenzato il testo di Bob Marley Forever Loving Jah)
- I Will Not Go With You
- Jah Got the Whole World
- Jah Wind Blow East
- Jump Nyabinghi (dall'album Confrontation di Bob Marley)
- Leave Babylon
- Little Children
- Mystery Babylon Have To Move / Him Have To Move
- Never Get Burn
- New Name
- No Night in Zion (arrangiata da Culture nel 1997 e Luciano nel 2001)
- Nyahbinghi Voyage (arrangiata dagli Steel Pulse)
- One Day Nearer Home
- Over Hills and Valleys[2]
- Peace and Love
- Promise to Hear I Chant
- Rastafari Conquer
- Rastafari Know What This Gathering For
- Rivers of Babylon (arrangiata dai Melodians e dalle Boney M)
- Rock-of-my Soul
- Rock of Ises
- Roll River Jordan
- Run Come Rally
- Satta Massagana
- Send One Mighty Ingel
- So Long Rastafari (arrangiata da Bob Marley e Dennis Brown)
- Take a Sip
- The Lion of Judah(arrangiata da Bob Marley)
- The Things You Do (arrangiata da Sizzla)
- Universal Tribulation
- Volunteer Ithiopian
- What a Weeping
- What a Woe
- Will You Be Ready

Babaman
- "Canto Nyabinghi"